# بینشیف فارم
بینشیف فارم (به انگلیسی: Beansheaf Farm) یک روستا در بریتانیا است که در بارکشر غربی واقع شده‌است.